# Arsène Zola
Arsène Zola, né le 23 février 1996 à Lubumbashi, est un footballeur international congolais qui évolue au poste de défenseur central avec le Koweït SC.

## Biographie

### Carrière en club
Issu du centre de formation du Katumbi Football Academy, il fait ses débuts professionnels en D1 congolaise avec le TP Mazembe. Il remporte en 2017 la Coupe de la confédération en ayant pris part à trois matchs continentaux. En 2018, il est finaliste de la Supercoupe de la CAF. En 2019 et en 2021, il remporte le championnat congolais.
Le 14 janvier 2022, il s'engage pour trois saisons au Chabab Mohammédia. Le 12 février 2022, il dispute son premier match en championnat marocain face à l'IR Tanger (victoire, 3-0). Le 18 avril 2022, il reçoit sa première titularisation face au Youssoufia Berrechid (victoire, 2-0).
Le 21 août 2022, il s'engage pour quatre saisons au Wydad Athletic Club. Le 10 septembre 2022, il est titularisé sous Houcine Ammouta à l'occasion de la finale de la Supercoupe de la CAF face à la RS Berkane. Le match se solde sur une défaite de 0-2 au Stade Mohammed-V.
En pleine phase de changement d'entraîneur avec la venue de Sven Vandenbroeck, il parvient à se qualifier en finale de la Ligue des champions le 20 mai 2023 après un match nul retour de 2-2 en étant titularisé face au Mamelodi Sundowns FC au Loftus Versfeld Stadium en Afrique du Sud. 

### Carrière en équipe nationale
Le 29 mars 2021, il reçoit sa première sélection à l'occasion des éliminatoires de la CAN 2021 face à la Gambie (victoire, 1-0).

## Palmarès
TP Mazembe (3)
- Championnat du République démocratique du Congo (2)
  - Champion en 2019 et 2021.
- Coupe de la confédération  
  - Vainqueur en 2017.
- Supercoupe d'Afrique
  - Finaliste en 2018.

 Koweït SC (3)
- Championnat du Koweït
  - Champion en 2024
- Supercoupe du Koweït
  - Vainqueur en 2024, 2025

 Wydad AC
- Botola Pro1
  - Vice-champion : 2023
- Ligue des champions de la CAF
  - Finaliste : 2023
- Supercoupe d'Afrique
  - Finaliste : 2022
- Ligue africaine de football
  - Finaliste : 2023

### Distinctions personnelles
- Joueur du mois en Championnat du Maroc en: Mai 2023